# Assistep

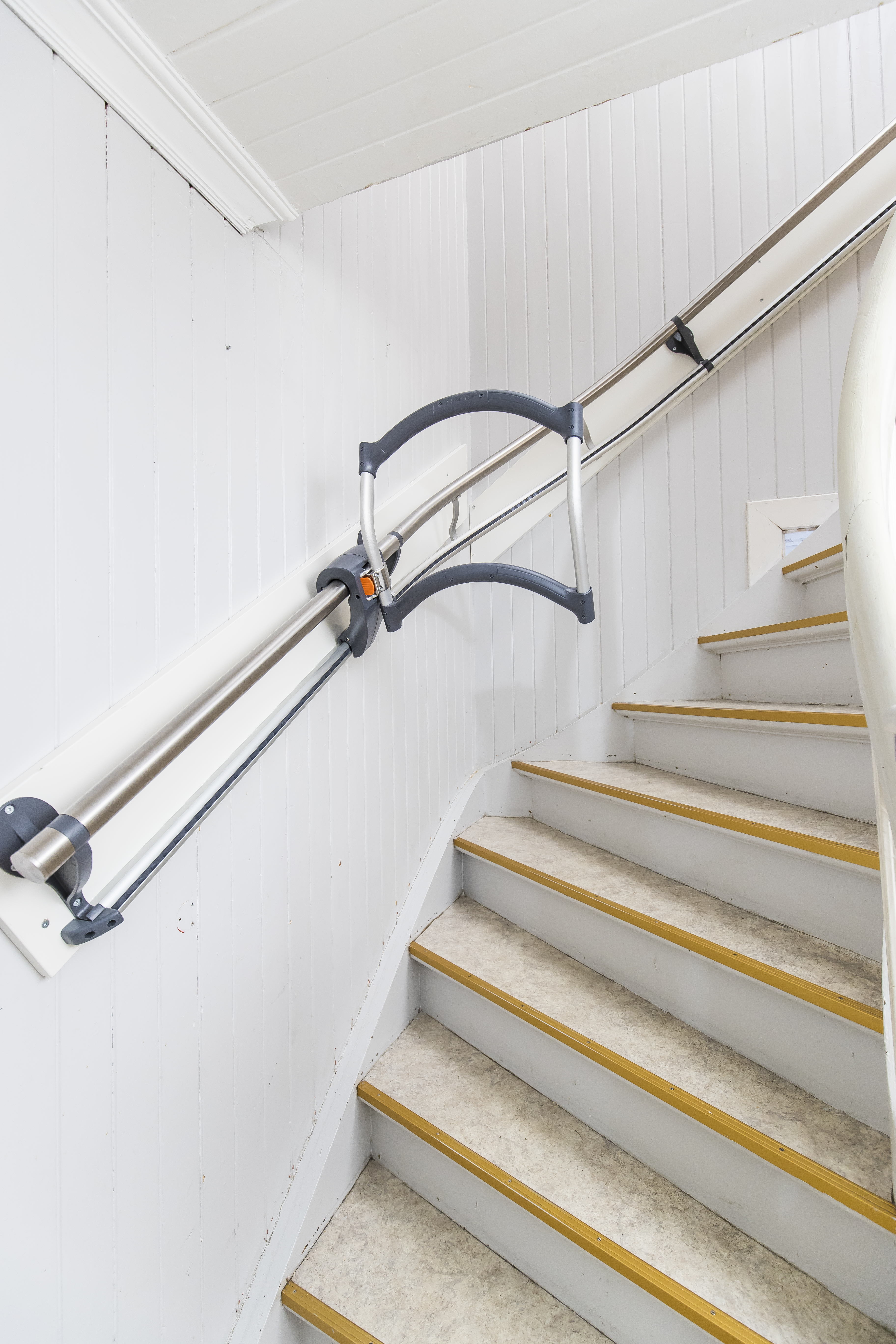
AssiStep Geländer und Haltegriff

AssiStep (Assitech AS) ist ein Hilfsmittel für die Treppe für Senioren und Menschen mit Einschränkungen in der Gehfunktion. Das System besteht aus einem an der Wand befestigten Geländersystem, an dem ein Haltegriff befestigt ist. Das Produkt wurde in Trondheim (Norwegen) entwickelt und ist in 16 Ländern erhältlich.

## Anwendung
Der Haltegriff gewährleistet dem Anwender Stütze durch den patentierten Verriegelungsmechanismus. Die Nutzung ist ähnlich wie bei einem Rollator. Beim Begehen der Treppe hält sich der Anwender am Haltegriff fest und bewegt diesen eine Armlänge von sich weg. Wird Druck auf den Haltegriff ausgeübt, rastet dieser ein.

## Spezifikationen
Das Produkt kann von Personen mit einer Körpergröße zwischen 120 cm und 200 cm genutzt werden und unterstützt ein maximales Körpergewicht von 120 kg. Das Geländer besteht aus einem Standard-Edelstahlgeländer mit einem Durchmesser von 4,2 cm und steht 9,6 cm von der Wand ab. Während der Benutzung steht der Haltegriff 45,6 cm von der Wand ab, kann aber bei Nichtbenutzung eingeklappt werden und steht dann nur noch 18,4 cm von der Wand ab.

## Entwicklung
AssiStep ist eine norwegische Entwicklung, die von ehemaligen Studenten der Technisch-Naturwissenschaftlichen Universität Norwegens in Zusammenarbeit mit der Ergotherapieschule in Trondheim entwickelt wurde. Das Ziel war es eine Alternative zum elektrischen Treppenlift zu entwickeln, die vollmechanisch ist und den Anwender in Bewegung hält. Die Produktentwicklung dauerte drei Jahre und das Produkt wurde 2015 in Norwegen auf den Markt gebracht. Seit Anfang 2020 ist das Produkt in 16 Ländern erhältlich. Der Entwicklungs- und Produktionsstart für den Treppenrollator wurde durch eine Crowdfunding-Kampagne finanziert, bei der 2 Millionen Kronen eingesammelt wurden.
Der AssiStep wurde mehrfach ausgezeichnet oder nominiert:
- Die Auszeichnung für die „beste Lösung“ durch den Silver Eco Aging Well Award 2019[8]
- Nominiert für den Preis für die beste nordische Innovation[9]
- Die Auszeichnung für das beste nordische Kooperationsprojekt im Jahr 2016 durch den Nordischen Rat[10]
- Zweiter Platz in der Venture-Cup-Ausgabe 2013, einem skandinavischen Businessplan-Wettbewerb[11]

## Zertifizierung
AssiStep wurde vom TÜV Nord getestet und zertifiziert. Dies entspricht den technischen Sicherheitsnormen EN ISO 12182: 2012 (Mobilitätshilfe für ältere Menschen) und EN ISO 14971: 2012 (Medizinprodukte).